# Aime-moi (téléfilm, 2005)
Pour l’article homonyme, voir Aime-moi pour le disque de Julien Clerc.
Pour plus de détails, voir Fiche technique et Distribution.
Aime-moi (en russe : Люби меня, prononcer Lioubi menia) est un film russe réalisé par Vera Storojeva et diffusé en 2005.

## Synopsis
Chourik est menacé de licenciement. Son nouveau chef Kira, exige une bonne publicité pour le savon "aime-moi" (Люби меня) avant Noël. Pour connaître ce qui plaît à sa supérieure, il se déguise en femme et devient sa femme de ménage...

## Fiche technique
- Titre original : Люби меня
- Titre français : Aime-moi
- Réalisation : Vera Storojeva
- Scénario : Ilia Avramenko, Vera Storojeva
- Photographie : Anatoli Petriga
- Musique : Andreï Antonenko
- Production : NTV (chaîne russe)
- Durée : 97 minutes
- Année de diffusion : 2005

## Distribution
- Alena Olegova Babenko : Kira
- Pavel Derevianko : Chourik
- Mikhail Olegovitch Efremov : Anton
- Ilze Liepa : Rosa
- Igor Ivanovitch Soukatchov : musicien dans un bar
- Olga Vladimirovna Ivolguina
- Elena Grigorievna Drapeko
- Ekaterina Vladimirovna Voulitchenko
- Olga Evgueniévna Prokofeva